# كارلوس زالومون
كارلوس زالومون (بالإسبانية: Carlos Salomón)‏ هو لاعب كرة قدم تشيلي، ولد في 28 مارس 2000 في سانتياغو في تشيلي.

## وصلات خارجية
- كارلوس زالومون على موقع قاعدة بيانات كرة القدم.إي يو (الإنجليزية)
- كارلوس زالومون على موقع Soccerway.com (الإنجليزية)
- كارلوس زالومون على موقع عالم كرة القدم.نت (الإنجليزية)